# Adam Wsiołkowski
Adam Wsiołkowski (ur. 7 lutego 1949 w Krakowie) – polski artysta malarz. Był prorektorem, a w latach 2008–2012 rektorem Akademii Sztuk Pięknych im. Jana Matejki w Krakowie.

## Życiorys
Studiował na Wydziale Malarstwa krakowskiej ASP pod kierunkiem prof. Wacława Taranczewskiego. W 1973 uzyskał dyplom z wyróżnieniem i medalem rektora oraz rozpoczął pracę pedagogiczną w Akademii. W 1992 uzyskał tytuł profesora. Prowadzi pracownię malarstwa. 
Miał 60 wystaw indywidualnych w kraju i za granicą. W 1991 otrzymał nagrodę ministra kultury i sztuki RP za wybitne osiągnięcia artystyczne i dydaktyczne, a w 2012 nagrodę ministra kultury i dziedzictwa narodowego za wkład w rozwój wyższego szkolnictwa artystycznego.
Jest autorem cyklów malarskich: Matnia (od 1972), Zjawisko (od 1974), Miasto nieznane (od 1979), Autoportret (od 1979), Obecność (od 1984), Felek i ja (od 2003). W 1973 opracował projekt kolorystyki zewnętrznej elektrowni Dolna Odra pod Szczecinem. Jego prace znajdują się w wielu muzeach i kolekcjach prywatnych w kraju i za granicą.
W 2013 roku został odznaczony Krzyżem Kawalerskim Orderu Odrodzenia Polski „za wybitne zasługi dla kultury polskiej, za osiągnięcia w twórczości artystycznej i działalności organizacyjnej”.
W czerwcu 2018 roku jego książka Moja Akademia uhonorowana została Nagrodą Krakowska Książka Miesiąca przyznawaną przez Bibliotekę Kraków.